# Subularia
Subularia es un género de plantas fanerógamas de la familia Brassicaceae. Comprende cinco especies. 
Son hierbas anuales que crecen en suelos húmedo o incluso los inundados. La especie tipo es  Subularia aquatica, que está muy difundida en América del Norte, y Subularia monticola, de África.

## Descripción
Tiene todas las hojas carnosas creciendo de la base del tallo, dispuestas en racimos. Las hojas individuales  son carnosas, muy estrechas y con un borde uniformemente continuo. 

## Flores
Tiene pocas flores en racimos alargados a lo largo del tallo principal. Sépalos ascendentes y blancos pétalos. 

## Frutas
Las semillas en una  cápsula alargada que es peculiar en la familia Brassicaceae.

## Especies seleccionadas
| - Subularia alpina - Subularia aquatica - Subularia monticola - Subularia purpurea - Subularia repens |